# Pusaetha
Pusaetha là một chi thực vật có hoa trong họ Đậu.